# Saint Louis, Seychellerna

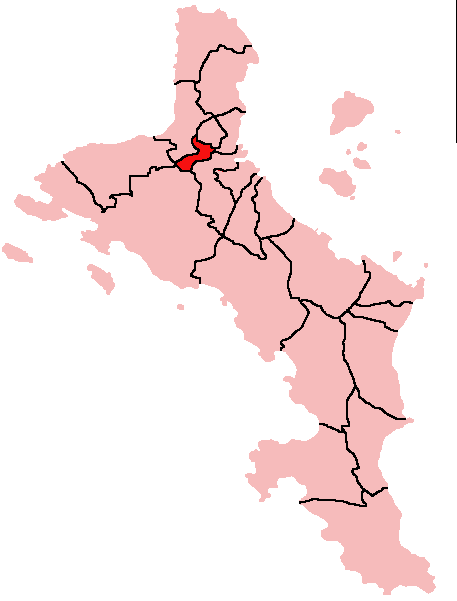
Distriktets läge.

Distriktet Saint Louis är ett av Seychellernas 26  distrikt.

## Geografi
Distriktet har en yta på cirka 0,8 km² med cirka 3 300 invånare. Befolkningstätheten är 4 125 invånare / km².
Saint Louis ligger i regionen Storvictoria (Greater Victoria).

## Förvaltning
Distriktet förvaltas av en district administrator och ISO 3166-2koden är "SC-22". Huvudorten är Saint Louis.
Sedan 1994 lyder varje distrikt under "Local Government" som är en enhet av departementet Ministry of Local Government, Youth and Sport. Distriktens roll är att främja tillgång av offentliga tjänster på lokal nivå.
Distriktets valspråk är: "Resolute and undaunted" (Bestämd och oförskräckt).